# Фрегат (готель, Херсон)
«Фрега́т» — готельний комплекс у середмісті Херсона. Розташований біля набережної Дніпра, за адресою проспект Незалежності, 2.

## З історії будівництва
Готельний комплекс «Фрегат» у Херсоні був частиною масштабного будівельного проекту, здійснюваного з кінця 1970-х років, і який мав змінити вигляд міста, зокрема його прибережну частину, втім, так і незреалізованого до кінця.
Автором проекту готелю був Михайленко В'ячеслав Федорович. Попри те, що будівля готелю є досить типовою, окремі деталі декору і зовнішнього оформлення надають конструкції модерністської оригінальності і неповторності, зробивши будівлю однією з візитівок міста. Зокрема, у будівлі застосовували ефект кораблеподібності, структуру кают, круглі вікна-ілюмінатори, вітрила нагорі. Інтер'єри готелю містили граніт, мармур, художній паркет, керамічна плитка та мозаїка.
Комплекс здали в експлуатацію в 1989 році, а вже наступного року готель було номіновано на конкурс найкращих споруд року.

## Сучасність
У 2010-их «Фрегат» міг одночасно прийняти до 300 гостей. До їхніх послуг було 178 номерів різних категорій з усіма зручностями, ресторан і кілька барів, конференц-зали, весь спектр послуг тризіркового готелю. На півдні України готель також відомий як осередок проведення різноманітних масових заходів: конференцій, семінарів, форумів тощо. Заклад пропонував низку супутніх сервісів, зокрема екскурсійні та туристичні програми по Херсона та Херсонщині.

### Російсько-українська війна
У квітні 2024-го готель постраждав під час обстрілів росіян: вибиті вікна, зруйновані стіни, зламані балкони .